# Чёрная комната (киноальманах)
«Чёрная комната» — российский киноальманах. В его рамках состоялся режиссёрский дебют Андрея Звягинцева (серии «Obscure», «Бусидо», «Выбор»).

## Об альманахе
В каждой новелле — замкнутое пространство и 2-3 героя, между которыми драма, заканчивающаяся взрывом (в прямом или переносном смысле). Время непрерывное: только сегодня и сейчас. Большинство режиссёров сняло по несколько новелл.

## Серии

### «Моцарт и Салье»
Утро. Два соавтора в одной квартире, и один видит по телевизору сюжет новостей, в котором рассказывается, что второй разбился на машине ночью накануне. Салье — талантливый писатель, выпустивший книгу под названием «Чёрная комната».
В ролях: Сергей Виноградов, Кирилл Козаков.
Режиссёр: Андрей Окромчедлишвили.
Оператор: Андрей Жегалов.
Художники-постановщики: Аддис Гаджиев, Александр Жирнов.
Композитор: Андрей Аткин.

### «Obscure»
Молодая жена немолодого мужа крутит роман с его сыном и имеет намерение избавиться от обоих, однако исполнению замысла мешает видеокамера.
В ролях: Инна Гомес, Александр Пороховщиков, Илья Бледный.
Режиссёр: Андрей Звягинцев.
Оператор: Михаил Кричман.
Художник-постановщик: Алена Шкермонтова.
Используемая музыка: И.-С. Бах.

### «Коллекционеры»
Два коллекционера торгуются из-за автопортрета Ван Гога, причём один коллекционирует картины, а второй — уши.
В ролях: Эммануил Виторган, Борис Плотников.
Режиссёр: Андрей Окромчедлишвили.
Оператор: Андрей Жегалов.
Художники-постановщики: Александр Жирнов, Аддис Гаджиев.
Композитор: Андрей Аткин.

### «Тихая охота»
Она знала, что сын когда-нибудь убьёт её. Она знала всё о нём. Даже если он находился в тысяче километров от неё, она чувствовала, что он делает, о чём думает и что замышляет.
В ролях: Алёна Галлиардт, Андрей Мадисон, Сергей Шелудько, Сергей Юшкевич
Режиссёр: Олег Бабицкий, Юрий Гольдин
Оператор-постановщик: Андрей Белканов
Художник-постановщик: Андрей Модников
Композитор: Владимир Давыденко, Дмитрий Тарунтаев

### «Affectus»
Муж не без оснований ревнует жену. Места встреч любовников помогает отслеживать неизвестная «благожелательница».
В ролях: Ивар Калныньш, Алёна Яковлева, Людмила Чурсина, Аристарх Ливанов.
Режиссёр: Валерий Харченко.
Оператор: Юрий Гармаш.
Художник-постановщик: Владимир Ефимов.
Композитор: Александр Шевцов.
Используемая музыка: Фрэнк Синатра.
Текст песен: Александр Шевцов.
Исполнение песен: Анастасия Модестова.

### «Бусидо»
Банкир устраивает своему телохранителю экзамен на профессионализм.
В ролях: Николай Чиндяйкин, Дмитрий Щербина, Екатерина Пушкина, Александр Тютин.
Режиссёр: Андрей Звягинцев.
Оператор: Михаил Кричман.
Художник-постановщик: Алёна Шкермонтова.
Композитор: Дмитрий Тарунтаев. Используемая музыка: Альфред Шнитке, John Sherba, Tom Waits, Stephan Micus.

### «Грейпфрутовый сок»
Женщина пытается покарать молодого любовника за то, что он бросает её.
Слоган: «Обиженный может простить, но обидчик — никогда».
В ролях: Елена Сафонова, Сергей Безруков.
Режиссёр: Андрей Окромчедлишвили.
Оператор: Андрей Жегалов.
Художники-постановщики: Александр Жирнов, Аддис Гаджиев.
Композитор: Андрей Аткин.

### «Клеопатра»
Молодой парень получает щедрое вознаграждение за то, чтобы стать инструментом мести.
В ролях: Оксана Фандера, Игорь Петренко, Наталья Петрова, Александр Адабашьян, Ольга Арнтгольц, Любовь Франк, Игорь Яцко.
Режиссёр: Александр Хван. Оператор: Игорь Кожевников.

### «Цветок жизни»
Чудом выжив в авиакатастрофе, Олег привозит редкое индийское лекарство «Цветок жизни» для своего друга. Своё чудо-спасение Олег напрямую связывает с неминуемой потерей близкого человека. Его преследует этот рок: уже много раз ему являлись знаки смерти. Кто заплатит за него на этот раз?
В ролях: Сергей Колтаков, Леонид Ярмольник, Юлиана Оррен.
Режиссёр: Максим Пежемский.
Оператор: Александр Долгин.
Художник-постановщик: Константин Витавский.

### «21.00»
Квартира депутата. В ней хозяин и два телохранителя. Серийный маньяк-убийца предупреждает, что убьёт депутата в 21.00. На часах 20.30. Минуты в ожидании смерти. Судорожные поиски источника опасности. Час Х пробил. Кажется, опасность миновала, и назначенный миг благополучно прошёл…
В ролях: Владимир Ильин, Александр Феклистов, Леонид Громов, Владимир Молчанов.
Режиссёры: Юрий Гольдин, Олег Бабицкий.
Оператор: Юрий Райский.
Художник-постановщик: Игорь Макаров.
Композитор: Владимир Давыденко.

### «Я его люблю»
В палате для сердечников лежит мужчина, за ним ухаживает его молодая жена. Неожиданно приходит сын от предыдущего брака, журналист, написавший об отце статью по непроверенной информации, которая, возможно, и явилась причиной сердечного приступа.
В ролях: Сергей Шакуров, Елена Дробышева, Андрей Савостьянов.
Режиссёр: Андрей Окромчедлишвили.
Оператор: Андрей Жегалов.
Художники-постановщики: Аддис Гаджиев, Александр Жирнов.
Композитор: Андрей Аткин.

### «Экзамен»
Сюжет серии повторяет сюжет новеллы «Бусидо», второго фильма сериала «Чёрная комната».
В ролях: Александр Пороховщиков, Ярослав Бойко.
Режиссёр: Андрей Окромчедлишвили.
Оператор: Андрей Жегалов.
Художники-постановщики: Александр Жирнов, Аддис Гаджиев.
Композитор: Андрей Аткин.

### «Ведьма»
Скорая помощь прибывает на вызов к мужчине на гипогликемический кризис. Жена больного умело разобщает врача с медсестрой и уговаривает врача не оказывать больному медицинскую помощь, а сразу выписать справку о смерти.
В ролях: Оксана Фандера, Алексей Горбунов, Алексей Агранович, Алёна Румянцева.
Режиссёр: Александр Хван.
Оператор: Игорь Кожевников.
Художник-постановщик: Григорий Широков.
Используемая музыка: Густав Малер, Рихард Вагнер.

### «Мальчик, похожий на меня, и девочка с его глазами»
Главной героине напророчила гадалка: она примет смерть от того, кого полюбит. Девушка выходит замуж и безумно любит своего мужа, но периодически в различных жизненных ситуациях она интерпретирует поведение мужа как покушение на свою жизнь.
В ролях: Татьяна Кузнецова, Игорь Ларин.
Режиссёры: Юрий Гольдин, Олег Бабицкий.
Оператор: Андрей Белканов.
Художник-постановщик: Андрей Модников.
Используемая музыка: Glen Velez, Aphex Twin, Seigen Ono, Budd Nazold & Bryan Eno.

### «Месть сладка»
Жена внезапно узнаёт о существовании в жизни её мужа ещё одной женщины. Она обеспокоена, так как сама, будучи его любовницей, увела его от прежней жены.
В ролях: Юозас Будрайтис, Ирина Бразговка, Юрий Васильев, Александр Кременецкий.
Режиссёр: Валерий Харченко.
Оператор: Юрий Елхов.
Художник-постановщик: Владимир Ефремов.
Используемая музыка: Вольфганг Амадей Моцарт, Элвис Пресли, Владимир Давыденко.

### «Выбор»
Однажды Макс прозревает — он понимает, что его жена и единственный друг Филипп связаны интимными отношениями, и жизнь для всех становится кошмарным сном.
В ролях: Сергей Векслер, Николай Добрынин, Анна Дубровская, Александр Тютин.
Режиссёр: Андрей Звягинцев. Оператор: Михаил Кричман. Художник-постановщик: Алена Шкермонтова. Используемая музыка: Eleni Karaindrou, Charlie Haden, Keith Jarrett, Трент Резнор, «Хмель & Ko».

### «Гипноз»
Человек возомнил себя всемогущим гипнотизёром. И надо же, подействовало! Пристальный взгляд, медленное движение руки — и вот уже разорено крупное казино. Куда деваться с такой кучей денег? Весь мир теперь подвластен — да ещё такому всесильному гипнотизёру. Красотки так и виснут на шее у расшалившегося героя, но тут появляется она.
В ролях: Марат Башаров, Елена Корикова, Рената Литвинова, Иван Охлобыстин, Сергей Крылов, Михаил Ефремов
Режиссёр: Григорий Константинопольский. Оператор: Юрий Любшин.